# Alsuviricetes
Classe
Ordres de rang inférieur
- Hepelivirales
- Martellivirales
- Tymovirales

Les Alsuviricetes sont une classe de virus à ARN de polarité positive qui infectent les eucaryotes. Le nom du groupe est formé d'une abréviation syllabique d'Alpha supergroup avec le suffixe -viricetes indiquant une classe de virus.

## Liste des ordres
Selon NCBI (12 juillet 2022) :
- Hepelivirales
- Martellivirales
- Tymovirales